# Камерано (Анкона)
Камерано (итал. Camerano) насеље је у Италији у округу Анкона, региону Марке.
Према процени из 2011. у насељу је живело 5368 становника. Насеље се налази на надморској висини од 151 м.

## Становништво
| 1936. | 1951. | 1961. | 1971. | 1981. | 1991. | 2001. | 2011. |
| ----- | ----- | ----- | ----- | ----- | ----- | ----- | ----- |
| 3.854 | 4.400 | 5.036 | 5.682 | 6.461 | 6.618 | 6.523 | 7.213 |